# كوسمي تي
كوسمي تي Kusmi Tea شركة وعلامة تجارية للشاي، مقرها في باريس في  فرنسا.
أسسها بافل كوسميتشوف في سانت بطرسبورغ في  روسيا عام 1867، ثم انتقلت العلامة التجارية إلى باريس بعد اندلاع الثورة الروسية عام 1917.
وتمتلك العلامة التجارية حالياً مجموعة أورينتس.